# تايلور سويفت (ألبوم)
تايلور سويفت (بالإنجليزية: Taylor Swift)‏ هو ألبوم يحمل نفس اسم مغنيته كما أنه أول ألبوم إستديو لها. أطلقت شركة بيغ ماشين ريكوردز الألبوم في 24 أكتوبر 2006. يحمل الألبوم طابعين موسيقيين وهما موسيقى الكانتري وموسيقى البوب وموسيقى الروك. أغاني الألبوم تدور بشكل عام علي العلاقات العاطفية، كما يتحدث الألبوم أيضا عن صراعات سويفت الشخصية في المدرسة الثانوية.
أُعجب النقاد كثيراً بتايلور وموهبتها بالغناء وكتابة الأغاني، حيث كتبت معظم أغاني الألبوم. ونجح الألبوم اقتصادياً، فأحتل المركز الأول في لائحة أعلي الألبومات الريفية في الولايات المتحدة لمدة أربع وعشرين أسبوعاً متواصلاً، كما حاز علي سبع أسطوانات بلاتينية من رابطة صناعة التسجيلات الأمريكية لـ7 ملايين نسخة. كما كان الألبوم الأطول ترسيماً في عقد 2000 في اللائحة الأمريكية بيلبورد 200، وظل علي اللائحة لمدة 277 أسبوعاً. كما حاز الألبوم علي الأسطوانة الذهبية من المملكة المتحدة، والأسطوانة البلاتينية من أستراليا وكندا. روجت سويفت عن ألبومها كمقدمة افتتاحية لجولة تضم كبار الفنانين أمثال: فرقة راسكال فلاتس، وجورج سترايت، وبراد بيزلي، وتيم ماكغرو وزوجته فيث هيل.

## الخلفية
ولدت ونشأت سويفت في ريدينغ (بنسيلفانيا)، وكان لديها اهتمام مبكر بموسيقى الكانتري وكتابة الأغاني. سافرت مع عائلتها إلي ناشفيل (تينيسي) عندما كانت بالحادية عشر من عمرها للحصول علي عقد تسجيل، ولكنهم فشلوا في ذلك نظراً لصغر سن سويفت. قالت تايلور في ذلك:

## قائمة أغاني الألبوم
| #   | عنوان                                                     | المدة |
| --- | --------------------------------------------------------- | ----- |
| 1.  | "تيم مكغرو (Tim McGraw)"                                  | 3:54  |
| 2.  | "صورة للحرق (Picture To Burn)"                            | 2:55  |
| 3.  | "قطرات دمع على قيثارتي (Teardrops on My Guitar)"          | 3:35  |
| 4.  | "مكان في هذا العالم (A Plac in This World)"               | 3:22  |
| 5.  | "بارد مثلك (Cold as You)"                                 | 4:01  |
| 6.  | "الخارج (The Outside)"                                    | 3:29  |
| 7.  | "مربوطين معاً بابتسامة (Tied Together with a Smile)"       | 4:11  |
| 8.  | "ابق جميلاً (Stay Beautiful)"                              | 3:58  |
| 9.  | "كان يجب أن أقول كلا (Should've Said No)"                 | 4:04  |
| 10. | "أغنية ماري (أو ماي ماي ماي) (Mary's Song (Oh My My My))" | 3:35  |
| 11. | "أغنيتنا (Our Song)"                                      | 3:24  |

## روابط خارجية
- تايلور سويفت على موقع أول موفي (الإنجليزية)